# Пожарная безопасность
Пожарная безопасность — набор практических мер и правил, направленных на предотвращение возникновения случайного или преднамеренного пожара, ограничение его распространения в случае возникновения и минимизацию последствий, включая возможные потери, до приемлемого уровня. После катастрофы в Чернобыле возникла парадигма приемлемого риска, и пожарная безопасность определяется как состояние объекта защиты, при котором значения всех пожарных рисков, связанных с данным объектом, не превышают допустимых значений:44.
Согласно Всемирной организации здравоохранения ежегодно от ожогов, связанных с пожарами, погибает около 300 тысяч человек. Большинство случаев пожаров может быть предотвращено. Отсутствие извещателей пожарной сигнализации (реагирующих на дым и тепло) и систем пожаротушения повышает риск получения травм или смерти из-за пожаров. Значимую роль играют материалы, из которых построено здание и сама его конструкция, что может повлиять на распространение пожара и даже на разрушение здания. Немаловажными являются эвакуационные и аварийные выходы, хотя во многих уже построенных зданиях организовать их оказывается проблематично или невозможно.

## Техническое регулирование
В ЕАЭС действуют 17 технических регламентов, включающих требования пожарной безопасности для средств индивидуальной защиты, колесных транспортных средств, низковольтного оборудования, железнодорожного подвижного состава, лифтов, оборудования для работы во взрывоопасных средах и другой продукции. При этом контроль (надзор) за соблюдением требований данных действующих на территории России регламентов ЕАЭС находится вне полномочий МЧС России.
В "Единый перечень продукции, в отношении которой устанавливаются обязательные требования" входит продукция: средства обеспечения пожарной безопасности;
средства пожаротушения. Для данной продукции был принят ТР ЕАЭС 043/2017 «О требованиях к средствам обеспечения пожарной безопасности и пожаротушения», вступающий в силу 1 января 2020 года. ТР ЕАЭС имеет существенные отличия от действующего в настоящее время российского Технического регламента о требованиях пожарной безопасности — он содержит требования только к средствам обеспечения пожарной безопасности и пожаротушения. При этом требования пожарной безопасности к зданиям и сооружениям, строительным материалам и изделиям будут установлены соответствующими техническими регламентами ЕАЭС. В область действия ТР ЕАЭС 043/2017 включены средства огнезащиты, погонажные электромонтажные изделия, мобильные средства пожаротушения, самоспасатели пожарные, заполнения проемов противопожарных преград (противопожарные окна, двери, двери шахт лифтов с нормируемым пределом огнестойкости и др.). После вступления в действие ТР ЕАЭС 043/2017 и принятия технического регламента Союза «О безопасности зданий и сооружений, строительных материалов и изделий» национальный технический регламент «О требованиях пожарной безопасности» полностью утратит юридическую силу.

## Ответственность
В России на муниципалитеты возложено обеспечение первичных мер пожарной безопасности в границах муниципалитета. Государственный пожарный надзор на территории муниципалитета осуществляют территориальные отделы МЧС России.
Лица, ответственные за нарушение требований пожарной безопасности, иные граждане за нарушение требований пожарной безопасности, а также за иные правонарушения в области пожарной безопасности могут быть привлечены к дисциплинарной, административной или уголовной ответственности в соответствии с действующим законодательством.
За нарушение специальных правил пожарной безопасности возможна уголовная ответственность. При этом родовым объектом преступления будет общественная безопасность.:9 Преступления могут быть совершены как в форме действия, так и бездействия.:40 В СССР уголовная ответственность предусматривалась кодексами республик. Уголовная ответственность в Украинской ССР за нарушение правил пожарной безопасности была введена в 1978 году.:54 В связи с тем, что статья носит бланкетный характер, для возникновения ответственности за нарушение необходимо устанавливать, какое именно правило пожарной безопасности нарушено.:55

## Цифровые двойники в пожарной безопасности
Относительно новым направлением в пожарной безопасности является использование цифровых двойников предприятий. Цифровая копия предприятия включает в себя подробное описание и характеристики мероприятий, выполняемых на предприятии. Применение цифрового двойника предприятия позволяет прогнозировать его состояние в зависимости от параметров внешней среды. Это позволяет оценить внедрение или работу системы управления пожарной безопасностью на предприятии. Например, оценить внедрение средств оповещения и пожаротушения с различных точек зрения, в том числе и экономической целесообразности.